# Walter Müller (Mediziner, 1907)
Walter Müller (* 26. August 1907 in Darmstadt; † 15. Juni 1983 in Essen) war ein deutscher Pathologe und Gründungsdekan des Universitätsklinikums Essen.

## Leben
Müller, der Sohn eines Bahnbeamten, studierte zuerst Biologie und Mathematik und bald darauf Medizin in Darmstadt, Frankfurt am Main, München und Wien, legte 1930 das Staatsexamen in München ab und wurde dort 1931 promoviert (Dissertation: Über polypöse maligne Bronchialtumore). Danach absolvierte er sein Praktikum in Hamburg und München (bei Siegfried Oberndorfer in der Pathologie des Krankenhauses München-Schwabing). Er war ab 1931 Assistent bei dem Pathologen Berthold Ostertag in Berlin-Buch (Neuropathologische Abteilung, mit Verbindungen zu Oskar Vogt am Kaiser-Wilhelm-Institut für Hirnforschung), war ab 1934 Assistent bei Carl Krauspe am Städtischen Krankenhaus in Berlin-Moabit, der einen besonderen Einfluss auf ihn hatte, und von 1934 bis 1936 Assistent bei Ernst Leupold in Köln. 1936 folgte er Krauspe (der von Berlin dahin berufen worden war) nach Königsberg als Oberarzt. Er habilitierte sich 1938 in Königsberg (Habilitationsschrift: Ergebnisse vergleichender pathologisch-anatomischer Untersuchungen des Gehirns unter besonderer Berücksichtigung der Altersveränderungen) und wurde 1944 außerplanmäßiger Professor. Er bezeichnete Ostpreußen später als seine zweite Heimat und kam dort durch ausgedehnte Autopsietätigkeit weit herum. 1944 wurde die Stadt durch Bombenangriffe stark zerstört und auch das Pathologische Institut brannte ab. Müller konnte noch sein Mikroskop retten, das er mit Brandspuren versehen in den Westen mitnahm. Nachdem er am 23. Januar 1945 seine letzte Vorlesung gehalten hatte, verließ er am 31. Januar Königsberg auf Befehl des Heeres-Sanitätsinspektors und kam nach gefahrvoller Reise über die Ostsee nach Berlin und von da zu Georg Benno Gruber nach Göttingen. Er hielt dort Vorlesungen und vertrat die Rechtsmedizin. Nach Entnazifizierung (er war als Assistent bald nach der Machtübernahme der Nationalsozialisten SA-Mitglied geworden und hatte 1937 die Aufnahme in die NSDAP beantragt) wurde er 1947 als Nachfolger des pensionierten Arthur Wilke Leiter der Pathologie in den Städtischen Krankenanstalten in Essen. Essen war wie Königsberg im Krieg stark zerstört worden. Er baute das Institut wieder auf, das in sehr schlechtem Zustand war. Obduktionen mussten in Krankenhäusern außerhalb verrichtet werden bis man Ende 1948 beschloss, ein behelfsmäßiges Gebäude herzurichten. 1953 erfolgte ein Neubau, nachdem die Arbeitsbedingungen im alten Bau unerträglich geworden waren (Rattenplage, Einsturz einer Stützmauer). 1949 wurde er außerdem ärztlicher Direktor der Krankenanstalten in Essen. Nach Weggang seines Assistenten (und Doktoranden aus Göttingen) Harald König nach Trier war er lange der einzige Facharzt für Pathologie an den Krankenanstalten. Die Situation änderte sich erst in den 1960er Jahren.
Seit Mitte der 1950er Jahre war er die treibende Kraft hinter der Gründung des Universitätsklinikums in Essen, die 1963 erfolgte. Im selben Jahr wurde er dort Professor (zunächst der Universität Münster zugeordnet) und Gründungsdekan. Mitte der 1960er Jahre begann er mit der Planung eines Neubaus des Instituts, das 1973 eröffnet wurde (der alte Bau wurde nach Sanierung von der Rechtsmedizin übernommen). 1975 ging er in den Ruhestand. Nachfolger als Pathologieprofessoren in Essen wurde Lutz-Dietrich Leder und dessen Nachfolger Kurt Werner Schmid.
Er war 1966 wesentlich an der Gründung der Ruhr-Universität Bochum beteiligt (der das Universitätsklinikum ab 1967 zugeordnet wurde) und war dort Gastsenator. Außerdem war er ab 1966 im Berufungsausschuss für die Gründung der zweiten medizinischen Fakultät in München (TU München), wofür er 1976 Ehrendoktor der TU München wurde.

## Werk
In Essen unternahm er in den 1940er Jahren Forschungen zur Tuberkulose, wobei er die Anwendung der ersten wirksamen Chemotherapeutika – entwickelt von Gerhard Domagk bei der Bayer AG in Wuppertal – begleitete. Die Pathologie der Lunge und des Mittelfellraums blieb auch danach ein Schwerpunkt seiner Arbeit. Er veröffentlichte auch über Suchtkrankheiten.
Ab 1957 war er im Vorstand der Deutschen Gesellschaft für Pathologie. Von 1948 bis 1957 war er Geschäftsführer und von 1957 bis 1959 Vorsitzender des Hauses für Ärztliche Fortbildung in Essen. 1961 wurde er Mitglied der International Academy of Pathology.

## Ehrungen und Mitgliedschaften
Er war Ehrendoktor der Medizinischen Fakultät München. 1967 erhielt er die Ernst-von-Bergmann-Plakette der Bundesärztekammer für Verdienste um die ärztliche Fortbildung und 1968 das Bundesverdienstkreuz 1. Klasse. 1969 erhielt er die Goldene Ehrenplakette der Stadt Essen. 1983 erhielt er postum die Rudolf-Virchow-Medaille der Deutschen Gesellschaft für Pathologie, vor allem für seinen Einsatz für den Erhalt des Faches Allgemeine Pathologie und pathologische Anatomie in den Zeiten der Studentenunruhen.

## Privates
Er war mit Ilse Müller verheiratet, die er in Köln kennenlernte, und hatte drei Söhne und eine Tochter. Sein Sohn Klaus-Michael Müller (* 1940 in Königsberg) war von 1983 bis 2005 Direktor und Professor für Pathologie an den Kliniken Bergmannsheil der Ruhr-Universität Bochum.
Seine Hobbys waren klassische Musik, Hockey und Tennis (er war langjähriger Schiedsrichter eines Gäste-Tennisturniers auf Baltrum, wo er regelmäßig Urlaub machte).

## Schriften (Auswahl)
- mit Edgar Gierke: Taschenbuch der Pathologischen Anatomie, 2 Bände, Stuttgart: Thieme 1949
- Vom Wöchnerinnenasyl zum Universitätsklinikum. Die Geschichte des Städtischen Krankenhauswesens in Essen, in: Studien zur Geschichte des Krankenhauswesens, Band 15, Münster: Murken-Altrogge 1981 (Geschichte des Universitätsklinikums Essen)